# V"jačeslav Jerko
V"jačeslav Volodymyrovyč Jerko (in ucraino В’ячеслав Володимирович Єрко?; Kiev, 19 agosto 1985 – Cielo della regione di Kiev, 24 febbraio 2022) è stato un aviatore e militare ucraino, pilota di MiG-29 abbattuto in un combattimento aereo nelle primissime ore dell’invasione russa dell'Ucraina; eiettatosi fu fatto segno di fuoco nemico da terra mentre scendeva col paracadute.
Per il suo valore fu promosso a titolo onorifico al grado –postumo– di colonnello e nominato cavaliere dell'Ordine di Bogdan Chmel'nyc'kyj di III classe.
Successivamente, il presidente ucraino Volodymyr Zelens'kyj ha conferito alla memoria di Jerko anche il titolo di Eroe dell'Ucraina e di cavaliere dell'Ordine della Stella d'Oro.

## Opere
- (UK) Науково-методичний підхід щодо побудови бортових вимірювальних систем для оцінювання технічного стану бортового обладнання літальних апаратів, які експлуатуються за стратегією технічного обслуговування «за станом» [Approccio scientifico e metodologico alla costruzione di sistemi di misurazione di bordo per la valutazione delle condizioni tecniche delle apparecchiature di bordo degli aeromobili operati nell'ambito della strategia di manutenzione "così com'è"], in Наука і техніка Повітряних Сил Збройних Сил України. Science and Technology of the Air Force of Ukraine, № 3(12), Kharkiv, Ivan Kozhedub Kharkiv National Air Force University, 2013,  pp. 44-48, ISSN 2518-1505 (WC · ACNP) (archiviato dall'url originale il 14 maggio 2021).
- (UK) Аналіз факторів, що впливають на застосування бригади тактичної авіації (винищувальної) при відбитті ударів засобів повітряного нападу противника в оборонній операціїї оперативно-тактичного угруповання військ (сил) [Analisi dei fattori che influenzano l'uso della brigata dell'aviazione tattica (caccia) quando si riflettono gli attacchi aerei nemici nell'operazione difensiva del gruppo operativo e tattico di truppe (forze)], in Збірник наукових праць кафедри авіації, № 1(8), Kiev, Sezione aeronautica dell’Università nazionale della Difesa ucraina "Ivan Černjachovs'kyj", 2021,  pp. I-6 — I-11.
- (UK) Ефективність застосування бригади тактичної авіації (винищувальної) під час виконання завдань щодо прикриття військ (сил) [Efficacia dell'uso delle brigate dell'aviazione tattica (caccia) nello svolgimento di compiti di copertura delle truppe (forze)], in Збірник наукових праць кафедри авіації, № 1(8), Kiev, Sezione aeronautica dell’Università nazionale della Difesa ucraina "Ivan Černjachovs'kyj", 2021,  pp. I-17 — I-26.